# Maguey Verde
Maguey Verde är en ort i Mexiko.   Den ligger i kommunen Tecozautla och delstaten Hidalgo, i den sydöstra delen av landet, 140 km nordväst om huvudstaden Mexico City. Maguey Verde ligger 1 932 meter över havet och antalet invånare är 425.
Terrängen runt Maguey Verde är kuperad västerut, men österut är den platt. Runt Maguey Verde är det ganska tätbefolkat, med 70 invånare per kvadratkilometer. Närmaste större samhälle är Tequisquiapan, 14,4 km väster om Maguey Verde. Omgivningarna runt Maguey Verde är i huvudsak ett öppet busklandskap.